# Ramularia cardui
Ramularia cardui är en svampart som beskrevs av P. Karst. 1887. Ramularia cardui ingår i släktet Ramularia och familjen Mycosphaerellaceae.   Inga underarter finns listade i Catalogue of Life.